# Police (Chorwacja)
Police – wieś w Chorwacji, w żupanii krapińsko-zagorskiej, w mieście Klanjec. W 2011 roku liczyła 235 mieszkańców.